# 아니 로라크

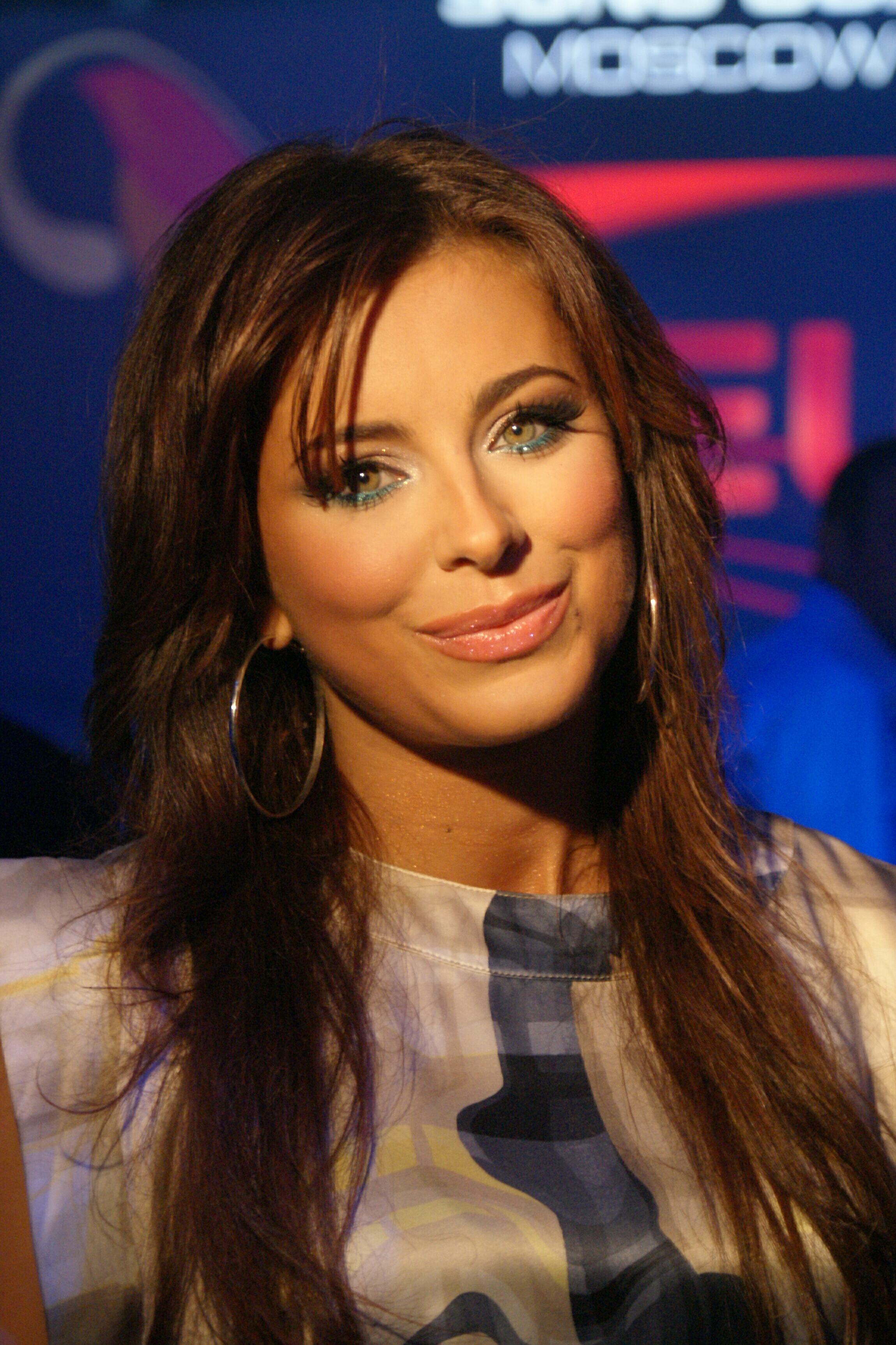
2009년 모습

아니 로라크(Ані Лорак, Ani Lorak, 애니 로락, 본명: Кароліна Мирославівна Куєк, Каролина Мирославовна Куек, 1978년 9월 27일 ~ )는 우크라이나의 싱어송라이터, 배우, 기업가, 전 UN 친선대사이다.
우크라이나에서 가장 저명한 영예 타이틀 People's Artist of Ukraine를 수상했으며 우크라이나에서 가장 강력하고 영향력있는 여성들 가운데 하나, 동유럽에서 가장 아름다운 여성들 가운데 한 명으로 이름을 올렸다. 아니 로라크는 2014년 우크라이나 모든 가수들 중 소득이 가장 높은 것으로 보고되었다.

## 음반
| 타이틀              | 의미                | 연도 |
| ------------------- | ------------------- | ---- |
| За мечтой           | 꿈을 위해           | 2019 |
| Разве ты любил      | 날 사랑하지 않았어? | 2016 |
| Зажигай сердце      | 가벼운 마음         | 2013 |
| Солнце              | 태양                | 2009 |
| 15                  | 15                  | 2007 |
| Розкажи...          | 말해줘...           | 2006 |
| Smile               | –                   | 2005 |
| Ані Лорак           | 아니 로라크         | 2004 |
| REMIX Мрій про мене | REMIX 나에 관한 꿈  | 2003 |
| Там, де ти є...     | 너가 있는 그곳...   | 2001 |
| www.anilorak.com    | –                   | 2000 |
| Ангел Мрій Моїх     | 꿈의 천사           | 1999 |
| Я вернусь           | 나 돌아올게         | 1998 |
| Хочу летать         | 날고 싶어           | 1996 |